# Flughafen Kairo-Almaza

i8
i11
i13

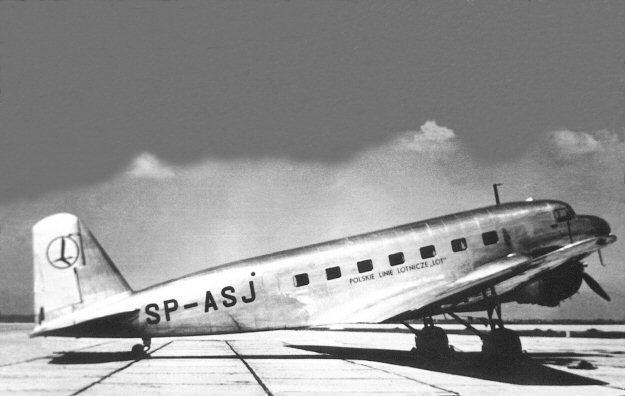
Douglas DC-2 der polnischen LOT, Almaza 1937

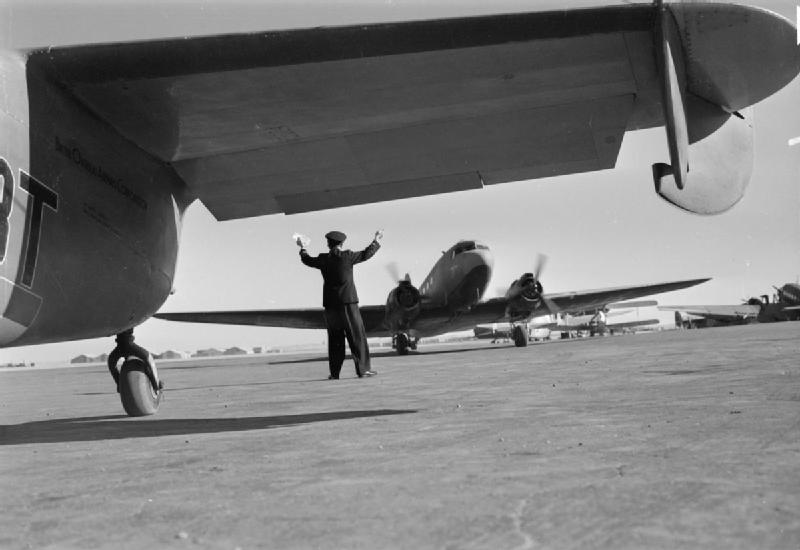
Douglas DC-3 der BOAC, Almaza ca. 1941

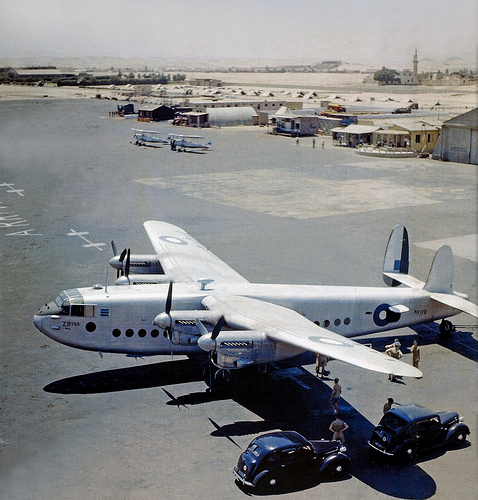
Avro York der Misr Airwork, Almaza 1946

Der Flughafen Kairo-Almaza ist ein im Jahr 1932 eingeweihter Flugplatz in Kairo, der Hauptstadt Ägyptens. Er wechselte im Laufe seiner Geschichte mehrfach die Nutzung vom rein militärischen zum zivilen sowie gemischt betriebenen Flugplatz. Derzeit (2020) dominiert der militärische Betrieb, es findet aber auch kommerzielle Nutzung als Regionalflughafen statt.

## Lage
Der Flugplatz Almaza liegt im nordöstlichen Teil Kairos. Bei seiner Eröffnung lag er außerhalb des Vororts Heliopolis, ist aber inzwischen vollständig von städtischer Bebauung umschlossen. Der später eröffnete Flughafen Kairo-International, in seiner Anfangszeit durch die erbauenden US-Streitkräfte Bayn Field oder Payne Field genannt, befindet sich 5 Kilometer nordöstlich davon.

## Geschichte
Nach der Gründung der Egyptian Army Air Force (EAAF) im Jahr 1930 und der Beschaffung der ersten für sie vorgesehenen Flugzeuge, fünf Schulflugzeugen des Typs de Havilland DH.60 Gipsy Moth, wurde auch deren erster Flugplatz im Mai 1932 eingeweiht, am Kairoer Vorort Heliopolis.
Auch die im Juni 1932 gegründete Misr Airwork, die heutige Egypt Air, etablierte sich auf dem Flughafen. Während des ersten Betriebsjahrs wurde dort zunächst eine Flugschule betrieben. Ab dem Sommer 1933 wurden inländische Linienflüge eingerichtet, zum einen über Alexandria nach Marsa Matruh, zum anderen nilaufwärts über Asyut und Luxor nach Assuan. In den nächsten drei Jahren kamen auch internationale Verbindungen nach Haifa und Tel Aviv-Lod sowie Bagdad und Nikosia hinzu. Allmählich wurde Almaza auch von ausländischen Gesellschaften angeflogen, so von der polnischen LOT und der britischen BOAC (siehe Fotos). Auch die niederländische KLM Royal Dutch Airlines nutzte Almaza, so zum Beispiel auf einer mit Douglas DC-2 beflogenen Strecke von Amsterdam nach Batavia (Niederländisch-Indien), mit Zwischenlandungen unter anderem in Marseille, Rom, Athen und Bagdad.
Nach der Besetzung Ägyptens durch Großbritannien wurde der Flughafen Almaza außer für den zivilen Linienverkehr auch von der britischen Royal Air Force genutzt und als RAF Almaza bezeichnet, auch als British Landing Ground LG-245.
Stationierte Flugzeugtypen waren unter anderem Supermarine Spitfire, Hawker Typhoon, Fairchild 24 Argus, Douglas DC-3, Westland Lysander und Martin Baltimore.
Nachdem die ägyptische Luftfahrtbehörde im Jahr 1945 den neuen Flughafen Kairos von den US-Streitkräften übernommen hatte, wurde er „King Farouk 1st Airport“ benannt und sollte die internationalen Flugverbindungen beherbergen, die vorher über Almaza abgewickelt worden waren. Von Almaza aus wurden aber weiterhin die Inlandsflüge durchgeführt, und auch nicht alle internationalen Flüge wurden abgezogen.
Auch die 1947 gegründete, privatwirtschaftlich organisierte ägyptische Fluggesellschaft SAIDE (Services Aériens Internationaux d’Egypte) nutzte den Flughafen Almaza als Basis. Sie richtete Linien bis weit nach Europa hinein ein. Später flog sie zusätzlich auch vom Flughafen Kairo aus, bevor sie im Dezember 1952 durch die staatliche ägyptische Fluggesellschaft Misrair übernommen wurde und den Betrieb einstellen musste.
Während der Sueskrise fand am 31. Oktober 1956 der erste britische Luftangriff auf Ägypten statt, bei dem eine auf dem Flughafen Nikosia (Zypern) gestartete English Electric Canberra den Flughafen Almaza bombardierte, allerdings mit wenig Wirkung. In der folgenden Nacht wurde der Flughafen von sechs schweren Bombern des Typs Vickers Valiant erneut bombardiert, die auf dem Flughafen Malta-Luqa gestartet waren. Dabei wurde auch eine Vickers Viscount 739 der Misrair zerstört. Zu dieser Zeit hatten die Ägyptischen Luftstreitkräfte in Almaza Jagdflugzeuge bzw. Jagdbomber der Typen Mikojan-Gurewitsch MiG-15, Mig-17, De Havilland DH.100 Vampire, Gloster Meteor und Iljuschin Il-28-Bomber stationiert. Nach den ersten Angriffen wurden alle Militärflugzeuge in den Süden Ägyptens verlegt.

## Nutzung
Außer der zivilen Nutzung, hauptsächlich für Charterflüge, sind in Almaza verschiedene Einheiten der Ägyptischen Luftstreitkräfte stationiert. Zum August 2020 waren dies:
- 516. Transport-Brigade mit de Havilland Canada DHC-5 Buffalo und diversen Hubschraubern
- 533. Hubschrauber-Brigade mit Mil Mi-8, Mil Mi-17
- Transport-Brigade mit CASA C-295 und Antonow An-74
- Flugbereitschaft der Regierung mit Beechcraft King Air, Gulfstream III und Dassault Falcon 20.

## Zwischenfälle
Zusätzlich zu den unten aufgelisteten Zwischenfällen mit größeren Verkehrs- und Transportflugzeuge gab es auf dem Flughafen Almaza noch zahlreiche Totalverluste kleinerer Flugzeuge im Einsatz bei Fluggesellschaften, alle ohne Todesopfer:
- 3. April 1940: Avro 618 Ten der britischen BOAC (G-AASP)
- 19. November 1943: Lockheed 10 Electra der BOAC (G-AFCS)
- 14. April 1944: Lockheed 10 Electra der BOAC (G-AEPR)
- 23. April 1947: Beechcraft 18 der ägyptischen Misrair (SU-AEC)
- Juni 1948: Avro Nineteen der Misrair (SU-ADN), bei einer Bodenkollision mit einer Lockheed Model 18 Lodestar der BOAC (G-AGBR)
- 28. Februar 1951: De Havilland DH.89A Dragon Rapide der Misrair (SU-ACT)
- 30. Dezember 1951: Beechcraft 18 der Misrair (SU-AEB), beide Besatzungsmitglieder schwer verletzt

Zwischenfälle mit größeren Verkehrs- und Transportflugzeugen:
- Am 20. Dezember 1934 verunglückte eine auf dem Flughafen Kairo-Almaza gestartete Douglas DC-2 der niederländischen KLM Royal Dutch Airlines (Luftfahrzeugkennzeichen PH-AJU) auf ihrem Weiterflug nach Bagdad. In der Nähe von Rutbah Wells im Irak geriet das Flugzeug in einen Sturm mit Starkregen, sank immer weiter bis zum Aufschlag am Boden und explodierte. Alle 7 Insassen, davon 4 Besatzungsmitglieder und 3 Passagiere, kamen ums Leben. Die Maschine war mit zahlreichen Zwischenlandungen unterwegs auf dem Linienflug von Amsterdam nach Batavia (Niederländisch-Indien) (heute Jakarta).[7]

- Am 30. November 1945 verunglückte eine Douglas DC-3 der britischen Royal Air Force (RAF KN432) bei einer Nachtlandung auf dem Flughafen Kairo-Almaza. Die Maschine setzte vor dem Landebahnbeginn auf, kollidierte mit einem Wall und fing Feuer. Dabei wurden 8 Personen getötet.[8]

- Am 30. Juli 1952 wurde in einer SNCASE SE.161 Languedoc der ägyptischen Misrair (SU-AHX) auf dem Flug nach Khartum unnötig ein Triebwerk abgestellt und der dortige Feuerlöscher betätigt. Der Kapitän entschied auf Rückkehr zum Ausgangsort, dem Flughafen Kairo-Almaza. Dort wurde dann auch noch eine Bauchlandung gemacht, bei der das Flugzeug irreparabel beschädigt wurde. Alle 38 Insassen, 5 Besatzungsmitglieder und 33 Passagiere, überlebten die Bruchlandung.[9]

- Am 9. Februar 1953 verunglückte eine Curtiss C-46D der Ägyptischen Luftstreitkräfte (EAF 1001) auf dem Weg von el-Arisch zum Flughafen Kairo-Almaza in der Wüste rund 60 Kilometer östlich von Kairo. Dabei kamen 30 der 35 Insassen ums Leben.[10]

- Am 15. Dezember 1953 stürzte eine Vickers Viking 1B der Misrair (SU-AFK) nach dem Start vom Flughafen Kairo-Almaza acht Kilometer östlich desselben ab. Die Maschine befand sich auf dem Weg nach Luxor. Alle sechs Insassen kamen ums Leben.[11]

- Am 15. September 1954 stürzte eine Vickers Viking 1B der Misrair (SU-AFO) auf dem Flughafen Kairo-Almaza ab. Die Maschine befand sich auf einem Testflug nach einer größeren Inspektion. Beim Durchstarten mit einem simulierten Triebwerksausfall kam es zum Strömungsabriss und Absturz. Drei der vier Besatzungsmitglieder kamen um.[12]

- Am 1. November 1956 wurde eine Vickers Viscount 739 der Misrair (SU-AIC) auf dem Flughafen Kairo-Almaza während der Sueskrise durch einen Luftangriff der britischen Royal Air Force zerstört. Personen kamen dabei nicht zu Schaden.[13]

- Am 19. Februar 1958 wurde bei der Bruchlandung einer Douglas DC-6B der niederländischen KLM (PH-DFK) auf dem Flughafen Kairo-Almaza ein Besatzungsmitglied tödlich verletzt (siehe auch KLM-Flug 543).[14]

- Am 7. Juli 1965 stürzte eine Antonow An-12 der Luftstreitkräfte der Sowjetunion (Kennzeichen unbekannt) kurz nach dem Start vom Flughafen Kairo-Almaza ab. Die Maschine war unterwegs zum Flughafen Sanaa (Jemen). Von den 31 Insassen überlebte nur ein Besatzungsmitglied. Alle anderen 30 Insassen wurden getötet, die anderen 8 Crewmitglieder und alle 22 Passagiere. Offensichtlich wurden die Landeklappen nach dem Abheben zu früh eingefahren, so dass die Maschine wieder sank, neben der Straße Kairo–Suez aufschlug und in Flammen aufging.[15]

- Am 16. Juni 1972 landeten die Piloten einer Iljuschin Il-62 der Egypt Air (SU-ARN) versehentlich auf dem falschen Flughafen Kairo-Almaza. Die Piloten hätten auf der Landebahn 34 des sieben Kilometer entfernten internationalen Flughafens Kairo landen sollen, auf der die ersten 650 Meter gesperrt waren. Als sie stattdessen wegen der vermeintlichen Baumaßnahmen 700 Meter versetzt auf der nur 2050 Meter langen Landebahn 36 des Flughafens Almaza aufsetzten, erwies sich deren Restlänge als eindeutig zu gering. Das Flugzeug überrollte das Landebahnende und wurde zum Totalschaden. Alle 59 Insassen, 12 Besatzungsmitglieder und 47 Passagiere, überlebten die Bruchlandung.[16]